# Hednota recurvellus
Hednota recurvellus là một loài bướm đêm trong họ Crambidae.